# Jatropha melanosperma
Jatropha melanosperma är en törelväxtart som beskrevs av Ferdinand Albin Pax. Jatropha melanosperma ingår i släktet Jatropha och familjen törelväxter.
Artens utbredningsområde är Sudan. Inga underarter finns listade i Catalogue of Life.